# Distretto di Ilemela
Il distretto di  Ilemela è un distretto della Tanzania situato nella regione di Mwanza. È suddiviso in 10 circoscrizioni (wards) e conta una popolazione di 343 001 abitanti (censimento 2012).
Elenco delle circoscrizioni: 
- Bugogwa
- Buswelu
- Ilemela
- Kirumba
- Kitangiri
- Nyakato
- Nyamanoro
- Pasiansi
- Sangabuye